# مانیلا (ویرجینیای غربی)
مانیلا (به انگلیسی: Manila) یک منطقهٔ مسکونی در ایالات متحده آمریکا است که در شهرستان بونی، ویرجینیای غربی واقع شده‌است.